# 2MASS J06262121+0029341
2MASS J06262121+0029341 ist ein Brauner Zwerg im Sternbild Monoceros. Er gehört der Spektralklasse L1 an und wurde 2002 von Suzanne L. Hawley et al. entdeckt.